# 2012-es afrikai nemzetek kupája
A 2012-es afrikai nemzetek kupáját – amely Afrika legrangosabb labdarúgó-eseménye – Egyenlítői-Guinea és Gabon közös pályázattal nyerte el. Ez volt a 28. afrikai nemzetek kupája.
A címvédő Egyiptom volt, amely nem jutott ki az eseményre. A tornát Zambia nyerte, története során először. A döntőben tizenegyesekkel 8–7-re győzte le Elefántcsontpartot, amely úgy lett második, hogy nem kapott gólt a tornán.

## A rendező kiválasztása
Az Afrikai Labdarúgó-szövetség 2006. szeptember 4-én döntött a 2012-es helyszínéről, amelyet Egyenlítői-Guinea és Gabon közösen nyert el. A két ország a közösen megpályázta már a 2010-es afrikai nemzetek kupájának megrendezésének jogát is. Ugyanekkor döntött az afrikai szövetség a 2010-es és a 2014-es torna rendezési jogáról is.

## Selejtezők
A selejtezőre az Afrikai Labdarúgó-szövetség 46 tagállama nevezett be. Gabon és Egyenlítői-Guinea a rendező jogán nem játszott selejtezőt. A többi 44 nemzetet tizenegy csoportra osztották, csoportonként 4 válogatottra. Togót eredetileg kizárták, de később az eltiltást visszavonták, a válogatottat hozzáadták a K csoporthoz, így ott öt válogatott szerepelt, összesen 45 csapat szerepelt a selejtezőben.
Mauritánia a selejtezők megkezdése előtt visszalépett, így az F csoportban csak három csapat mérkőzött. A selejtezők végén a csoportelsők, illetve a K csoport másodikja automatikusan kijutottak a tornára, valamint a két legjobb csoportmásodik is automatikus résztvevője lett a tornának. A további nyolc második helyezett kiesett. A selejtezőkből összes tizennégy csapat jutott tovább, hozzájuk csatlakozott a két rendező ország válogatottja.
Részt vevő csapatok
A tornára az alábbi tizenhat csapat jutott ki:
A kvalifikáció megszerzésének sorrendjében.
| Csapat            | Kvalifikáció módja | Kvalifikáció időpontja | Eddigi részvételek | Legjobb eredmény                    |
| ----------------- | ------------------ | ---------------------- | ------------------ | ----------------------------------- |
| Gabon             | rendező            | 2007. július 29.       | 4                  | Negyeddöntő (1996)                  |
| Egyenlítői-Guinea | rendező            | 2007. július 29.       | 0                  |                                     |
| Botswana          | K csoport          | 2011. március 26.      | 0                  |                                     |
| Elefántcsontpart  | H csoport          | 2011. június 5.        | 18                 | Aranyérmes (1992)                   |
| Burkina Faso      | F csoport          | 2011. szeptember 3.    | 7                  | Negyedik (1998)                     |
| Szenegál          | E csoport          | 2011. szeptember 3.    | 11                 | Ezüstérmes (2002)                   |
| Ghána             | I csoport          | 2011. október 8.       | 17                 | Aranyérmes (1963, 1965, 1978, 1982) |
| Guinea            | B csoport          | 2011. október 8.       | 10                 | Ezüstérmes (1976)                   |
| Zambia            | C csoport          | 2011. október 8.       | 14                 | Ezüstérmes (1974, 1994)             |
| Angola            | J csoport          | 2011. október 8.       | 5                  | Negyeddöntő (2008, 2010)            |
| Tunézia           | K csoport második  | 2011. október 8.       | 14                 | Aranyérmes (2004)                   |
| Mali              | A csoport          | 2011. október 8.       | 6                  | Ezüstérmes (1972)                   |
| Niger             | G csoport          | 2011. október 8.       | 0                  |                                     |
| Marokkó           | D csoport          | 2011. október 9.       | 13                 | Aranyérmes (1976)                   |
| Líbia             | Csoportmásodikként | 2011. október 8.       | 2                  | Ezüstérmes (1982)                   |
| Szudán            | Csoportmásodikként | 2011. október 9.       | 7                  | Aranyérmes (1970)                   |

## Helyszínek
A mérkőzéseket négy helyszínen játszották.
| Gabon            | Gabon                | Egyenlítői-Guinea | Egyenlítői-Guinea       |
| Libreville       | Franceville          | Bata              | Malabo                  |
| ---------------- | -------------------- | ----------------- | ----------------------- |
| Stade d'Angondjé | Stade de Franceville | Estadio de Bata   | Nuevo Estadio de Malabo |
|                  |                      |                   |                         |
| Férőhely: 45 000 | Férőhely: 40 000     | Férőhely: 40 000  | Férőhely: 15 250        |

## Eredmények
A mérkőzések kezdési ideje helyi idő szerint (UTC+1) vannak feltüntetve.

### Csoportkör
A csoportkörben minden csapat a másik három csapattal egy-egy mérkőzést játszott, így összesen 6 mérkőzésre került sor mind a négy csoportban. A csoportokból az első két helyezett jutott tovább. Minden csoportban az utolsó két mérkőzést azonos időpontban játszották.
| Jelmagyarázat                                                            |
| ------------------------------------------------------------------------ |
| A csoportok első két helyezettje bejutott az egyenes kieséses szakaszba. |
| A csoportok harmadik és negyedik helyezettje kiestek.                    |

#### A csoport
| Csapat            | M | Gy | D | V | G+ | G– | Gk | P |
| ----------------- | - | -- | - | - | -- | -- | -- | - |
| Zambia            | 3 | 2  | 1 | 0 | 5  | 3  | +2 | 7 |
| Egyenlítői-Guinea | 3 | 2  | 0 | 1 | 3  | 2  | +1 | 6 |
| Líbia             | 3 | 1  | 1 | 1 | 4  | 4  | 0  | 4 |
| Szenegál          | 3 | 0  | 0 | 3 | 3  | 6  | –3 | 0 |

| 2012. január 21. 19:30 |

| Egyenlítői-Guinea | 1–0               | Líbia |
| ----------------- | ----------------- | ----- |
| Balboa 86'        | (0–0) Jegyzőkönyv |       |

| Estadio de Bata, Bata Nézőszám: 35 000 Játékvezető: Noumandiez Doue (elefántcsontparti) |

| 2012. január 21. 22:00 |

| Szenegál   | 1–2               | Zambia                |
| ---------- | ----------------- | --------------------- |
| N'Doye 74' | (0–2) Jegyzőkönyv | Mayuka 12' Kalaba 20' |

| Estadio de Bata, Bata Nézőszám: 17 500 Játékvezető: Neant Alioum (kameruni) |

| 2012. január 25. 18:15 |

| Líbia       | 2–2               | Zambia                    |
| ----------- | ----------------- | ------------------------- |
| Saad 5' 47' | (1–1) Jegyzőkönyv | Mayuka 29' C. Katongo 54' |

| Estadio de Bata, Bata Nézőszám: 1 500 Játékvezető: Koman Coulibaly (mali) |

- A mérkőzés eredetileg 17:00-kor kezdődött volna, de a heves esőzés miatt a kezdést későbbre halasztották.

| 2012. január 25. 21:15 |

| Egyenlítői-Guinea    | 2–1               | Szenegál |
| -------------------- | ----------------- | -------- |
| Randy 62' Kily 90+4' | (0–0) Jegyzőkönyv | Sow 89'  |

| Estadio de Bata, Bata Nézőszám: 35 000 Játékvezető: Hálid Abd er-Rahmán (szudáni) |

- A mérkőzés eredetileg 20:00-kor kezdődött volna, de Líbia–Zambia mérkőzés későbbi kezdése miatt ez a mérkőzés is később kezdődött.

| 2012. január 29. 19:00 |

| Egyenlítői-Guinea | 0–1               | Zambia         |
| ----------------- | ----------------- | -------------- |
|                   | (0–0) Jegyzőkönyv | C. Katongo 68' |

| Nuevo Estadio de Malabo, Malabo Játékvezető: Mohammed Benúza (algériai) |

| 2012. január 29. 19:00 |

| Líbia           | 2–1               | Szenegál       |
| --------------- | ----------------- | -------------- |
| Boussefi 5' 84' | (1–1) Jegyzőkönyv | D. N'Diaye 11' |

| Estadio de Bata, Bata Játékvezető: Rajindraparsad Seechurn (mauritiusi) |

#### B csoport
| Csapat           | M | Gy | D | V | G+ | G– | Gk | P |
| ---------------- | - | -- | - | - | -- | -- | -- | - |
| Elefántcsontpart | 3 | 3  | 0 | 0 | 5  | 0  | +5 | 9 |
| Szudán           | 3 | 1  | 1 | 1 | 4  | 4  | 0  | 4 |
| Angola           | 3 | 1  | 1 | 1 | 4  | 5  | –1 | 4 |
| Burkina Faso     | 3 | 0  | 0 | 3 | 2  | 6  | –4 | 0 |

| 2012. január 22. 17:00 |

| Elefántcsontpart | 1–0               | Szudán |
| ---------------- | ----------------- | ------ |
| Drogba 39'       | (1–0) Jegyzőkönyv |        |

| Nuevo Estadio de Malabo, Malabo Nézőszám: 5 000 Játékvezető: Rajindraparsad Seechurn (mauritiusi) |

| 2012. január 22. 20:00 |

| Burkina Faso  | 1–2               | Angola                 |
| ------------- | ----------------- | ---------------------- |
| A. Traoré 57' | (0–0) Jegyzőkönyv | Mateus 48' Manucho 68' |

| Nuevo Estadio de Malabo, Malabo Nézőszám: 17 000 Játékvezető: Mohammed Benúza (algériai) |

| 2012. január 26. 17:00 |

| Szudán         | 2–2               | Angola                    |
| -------------- | ----------------- | ------------------------- |
| Bashir 33' 74' | (1–1) Jegyzőkönyv | Manucho 5' 50' (11-esből) |

| Nuevo Estadio de Malabo, Malabo Nézőszám: 2 500 Játékvezető: Ali Lemghaifry (mauritániai) |

| 2012. január 26. 20:00 |

| Elefántcsontpart              | 2–0               | Burkina Faso |
| ----------------------------- | ----------------- | ------------ |
| Kalou 16' B. Koné 82' (öngól) | (1–0) Jegyzőkönyv |              |

| Nuevo Estadio de Malabo, Malabo Nézőszám: 4 000 Játékvezető: Gehad Grisha (egyiptomi) |

| 2012. január 30. 19:00 |

| Szudán           | 2–1               | Burkina Faso    |
| ---------------- | ----------------- | --------------- |
| Mudather 33' 80' | (1–0) Jegyzőkönyv | Ouédraogo 90+6' |

| Estadio de Bata, Bata Játékvezető: Eric Otogo-Castane (gaboni) |

| 2012. január 30. 19:00 |

| Elefántcsontpart   | 2–0               | Angola |
| ------------------ | ----------------- | ------ |
| Eboué 33' Bony 65' | (1–0) Jegyzőkönyv |        |

| Nuevo Estadio de Malabo, Malabo Játékvezető: Slim Jedidi (tunéziai) |

#### C csoport
| Csapat  | M | Gy | D | V | G+ | G– | Gk | P |
| ------- | - | -- | - | - | -- | -- | -- | - |
| Gabon   | 3 | 3  | 0 | 0 | 6  | 2  | +4 | 9 |
| Tunézia | 3 | 2  | 0 | 1 | 4  | 3  | +1 | 6 |
| Marokkó | 3 | 1  | 0 | 2 | 4  | 5  | –1 | 3 |
| Niger   | 3 | 0  | 0 | 3 | 1  | 5  | –4 | 0 |

| 2012. január 23. 17:00 |

| Gabon                      | 2–0               | Niger |
| -------------------------- | ----------------- | ----- |
| Aubameyang 30' N'Guéma 45' | (2–0) Jegyzőkönyv |       |

| Stade d'Angondjé, Libreville Nézőszám: 38 000 Játékvezető: Eddy Maillet (Seychelle-szigeteki) |

| 2012. január 23. 20:00 |

| Marokkó    | 1–2               | Tunézia              |
| ---------- | ----------------- | -------------------- |
| Kharja 86' | (0–1) Jegyzőkönyv | Korbi 34' Msakni 75' |

| Stade d'Angondjé, Libreville Nézőszám: 18 000 Játékvezető: Daniel Bennett (dél-afrikai) |

| 2012. január 27. 17:00 |

| Niger       | 1–2               | Tunézia             |
| ----------- | ----------------- | ------------------- |
| N'Gounou 8' | (1–1) Jegyzőkönyv | Msakni 3' Jemâa 89' |

| Stade d'Angondjé, Libreville Nézőszám: 20 000 Játékvezető: Janny Sikazwe (zambiai) |

| 2012. január 27. 20:00 |

| Gabon                                      | 3–2               | Marokkó                     |
| ------------------------------------------ | ----------------- | --------------------------- |
| Aubameyang 77' Cousin 80' Mbanangoyé 90+7' | (0–1) Jegyzőkönyv | Kharja 25' 90+1' (11-esből) |

| Stade d'Angondjé, Libreville Játékvezető: Bakary Gassama (gambiai) |

| 2012. január 31. 19:00 |

| Gabon          | 1–0               | Tunézia |
| -------------- | ----------------- | ------- |
| Aubameyang 62' | (0–0) Jegyzőkönyv |         |

| Stade de Franceville, Franceville Játékvezető: Noumandiez Doue (elefántcsontparti) |

| 2012. január 31. 19:00 |

| Niger | 0–1               | Marokkó      |
| ----- | ----------------- | ------------ |
|       | (0–0) Jegyzőkönyv | Belhanda 79' |

| Stade d'Angondjé, Libreville Játékvezető: Hamada Nampiandraza (madagaszkári) |

#### D csoport
| Csapat   | M | Gy | D | V | G+ | G– | Gk | P |
| -------- | - | -- | - | - | -- | -- | -- | - |
| Ghána    | 3 | 2  | 1 | 0 | 4  | 1  | +3 | 7 |
| Mali     | 3 | 2  | 0 | 1 | 3  | 3  | 0  | 6 |
| Guinea   | 3 | 1  | 1 | 1 | 7  | 3  | +4 | 4 |
| Botswana | 3 | 0  | 0 | 3 | 2  | 9  | –7 | 0 |

| 2012. január 24. 17:00 |

| Ghána         | 1–0               | Botswana |
| ------------- | ----------------- | -------- |
| J. Mensah 25' | (1–0) Jegyzőkönyv |          |

| Stade de Franceville, Franceville Játékvezető: Badara Diatta (szenegáli) |

| 2012. január 24. 20:00 |

| Mali          | 1–0               | Guinea |
| ------------- | ----------------- | ------ |
| B. Traoré 30' | (1–0) Jegyzőkönyv |        |

| Stade de Franceville, Franceville Játékvezető: Slim Jedidi (tunéziai) |

| 2012. január 28. 17:00 |

| Botswana                 | 1–6               | Guinea                                                                |
| ------------------------ | ----------------- | --------------------------------------------------------------------- |
| Selolwane 23' (11-esből) | (1–4) Jegyzőkönyv | S. Diallo 15' 27' A. R. Camara 42' Traoré 45+3' M. Bah 84' Soumah 86' |

| Stade de Franceville, Franceville Játékvezető: Bouchaib El Ahrach (marokkói) |

| 2012. január 28. 20:00 |

| Ghána                | 2–0               | Mali |
| -------------------- | ----------------- | ---- |
| Gyan 63' A. Ayew 76' | (0–0) Jegyzőkönyv |      |

| Stade de Franceville, Franceville Játékvezető: Djamel Haimoudi (algériai) |

| 2012. február 1. 19:00 |

| Botswana  | 1–2                 | Mali                  |
| --------- | ------------------- | --------------------- |
| Ngele 50' | (0 - 0) Jegyzőkönyv | Dembele 56' Keita 75' |

| Stade d'Angondjé, Libreville Játékvezető: Khaled Abdelrahman (szudáni) |

| 2012. február 1. 19:00 |

| Ghána    | 1–1                 | Guinea       |
| -------- | ------------------- | ------------ |
| Badu 28' | (1 - 1) Jegyzőkönyv | Camara 45+2' |

| Stade de Franceville, Franceville Játékvezető: Daniel Bennett (dél-afrikai) |

### Egyenes kieséses szakasz
Az egyenes kieséses szakaszban nyolc csapat vett részt, amelyek a csoportkör során a saját csoportjuk első két helyének valamelyikén végeztek.
Az egyes találkozók győztes csapatai jutottak tovább a következő körbe. Ha a rendes játékidő végén döntetlen volt az eredmény, akkor 2×15 perces hosszabbítás következett. Ha a hosszabbítás után is egyenlő volt az állás, akkor büntetőpárbajra került sor.
|  |                          |                   |                         |                   |       |           |                          |                      |                      |                      |               |       |       |
|  | Negyeddöntők             | Negyeddöntők      | Negyeddöntők            |                   |       | Elődöntők | Elődöntők                | Elődöntők            |                      |                      | Döntő         | Döntő | Döntő |
|  | Negyeddöntők             | Negyeddöntők      | Negyeddöntők            |                   |       | Elődöntők | Elődöntők                | Elődöntők            |                      |                      | Döntő         | Döntő | Döntő |
|  | február 4. – Bata        |                   |                         |                   |       |           |                          |                      |                      |                      |               |       |       |
|  |                          |                   |                         |                   |       |           |                          |                      |                      |                      |               |       |       |
|  | A1                       | Zambia            | 3                       |                   |       |           |                          |                      |                      |                      |               |       |       |
|  | A1                       | Zambia            | 3                       | február 8. – Bata |       |           |                          |                      |                      |                      |               |       |       |
|  | B2                       | Szudán            | 0                       |                   |       |           |                          |                      |                      |                      |               |       |       |
|  | B2                       | Szudán            | 0                       |                   |       | Zambia    | Zambia                   | 1                    |                      |                      |               |       |       |
|  | február 5. – Franceville |                   |                         |                   |       | Zambia    | Zambia                   | 1                    |                      |                      |               |       |       |
|  |                          |                   | Ghána                   | Ghána             | 0     |           |                          |                      |                      |                      |               |       |       |
|  | D1                       | Ghána             | Ghána                   | Ghána             | 0     | 2         |                          |                      |                      |                      |               |       |       |
|  | D1                       | Ghána             |                         |                   |       | 2         | február 12. – Libreville |                      |                      |                      |               |       |       |
|  | C2                       | Tunézia           | 1                       |                   |       |           |                          |                      |                      |                      |               |       |       |
|  | C2                       | Tunézia           | 1                       |                   |       | Zambia    | Zambia                   | 0 (8)                |                      |                      |               |       |       |
|  | február 5. – Libreville  |                   |                         |                   |       | Zambia    | Zambia                   | 0 (8)                |                      |                      |               |       |       |
|  |                          |                   | Elefántcsontpart        | Elefántcsontpart  | 0 (7) |           |                          |                      |                      |                      |               |       |       |
|  | C1                       | Gabon             | Elefántcsontpart        | Elefántcsontpart  | 0 (7) | 1 (4)     |                          |                      |                      |                      |               |       |       |
|  | C1                       | Gabon             | február 8. – Libreville |                   |       | 1 (4)     |                          |                      |                      |                      |               |       |       |
|  | D2                       | Mali              | 1 (5)                   |                   |       |           |                          |                      |                      |                      |               |       |       |
|  | D2                       | Mali              | 1 (5)                   |                   |       | Mali      | Mali                     | 0                    | Bronzmérkőzés        | Bronzmérkőzés        | Bronzmérkőzés |       |       |
|  | február 4. – Malabo      |                   |                         |                   |       | Mali      | Mali                     | 0                    | Bronzmérkőzés        | Bronzmérkőzés        | Bronzmérkőzés |       |       |
|  |                          |                   | Elefántcsontpart        | Elefántcsontpart  | 1     |           |                          | február 11. – Malabo | február 11. – Malabo | február 11. – Malabo |               |       |       |
|  | B1                       | Elefántcsontpart  | Elefántcsontpart        | Elefántcsontpart  | 1     | 3         |                          | február 11. – Malabo | február 11. – Malabo | február 11. – Malabo |               |       |       |
|  | B1                       | Elefántcsontpart  |                         |                   |       |           |                          | Ghána                | Ghána                | 0                    |               |       |       |
|  | A2                       | Egyenlítői-Guinea | 0                       |                   |       |           |                          | Ghána                | Ghána                | 0                    |               |       |       |
|  | A2                       | Egyenlítői-Guinea | 0                       |                   |       | Mali      | Mali                     | 2                    |                      |                      |               |       |       |
|  |                          |                   |                         |                   |       | Mali      | Mali                     | 2                    |                      |                      |               |       |       |

#### Negyeddöntők
| 2012. február 4. 17:00 |

| Zambia                                | 3–0               | Szudán |
| ------------------------------------- | ----------------- | ------ |
| Sunzu 15' C. Katongo 66' Chamanga 86' | (1–0) Jegyzőkönyv |        |

| Estadio de Bata, Bata Játékvezető: Bakary Gassama (gambiai) |

| 2012. február 4. 20:00 |

| Elefántcsontpart            | 3–0               | Egyenlítői-Guinea |
| --------------------------- | ----------------- | ----------------- |
| Drogba 36' 69' Y. Touré 81' | (1–0) Jegyzőkönyv |                   |

| Nuevo Estadio de Malabo, Malabo Játékvezető: Eddy Maillet (Seychelle-szigeteki) |

| 2012. február 5. 17:00 |

| Gabon                                       | 1–1 (h. u.)                 | Mali                                |
| ------------------------------------------- | --------------------------- | ----------------------------------- |
| Mouloungui 55'                              | (0–0, 1–1, 1–1) Jegyzőkönyv | Diabate 83'                         |
| Büntetőpárbaj                               |                             |                                     |
| Poko Mbanangoye Mouloungui Aubameyang Manga | 4–5                         | Diabate Yatabaré Kante Traore Keita |

| Stade d'Angondjé, Libreville Játékvezető: Haimoudi Djamel (algériai) |

| 2012. február 5. 20:00 |

| Ghána                | 2–1 (h. u.)                 | Tunézia     |
| -------------------- | --------------------------- | ----------- |
| Mensah 10' Ayew 101' | (1–1, 1–1, 2–1) Jegyzőkönyv | Khalifa 42' |

| Stade de Franceville, Franceville Játékvezető: Alioum Neant (kameruni) |

#### Elődöntők
| 2012. február 8. 17:00 |

| Zambia     | 1–0               | Ghána |
| ---------- | ----------------- | ----- |
| Mayuka 78' | (0–0) Jegyzőkönyv |       |

| Estadio de Bata, Bata Játékvezető: Mohammed Benúza (algériai) |

| 2012. február 8. 20:00 |

| Mali | 0–1               | Elefántcsontpart |
| ---- | ----------------- | ---------------- |
|      | (0–1) Jegyzőkönyv | Gervinho 44'     |

| Stade d'Angondjé, Libreville Játékvezető: Daniel Bennett (dél-afrikai) |

#### Bronzmérkőzés
| 2012. február 11. 20:00 |

| Ghána | 0–2               | Mali            |
| ----- | ----------------- | --------------- |
|       | (0–1) Jegyzőkönyv | Diabaté 23' 80' |

| Nuevo Estadio de Malabo, Malabo Játékvezető: Gehad Grisha (egyiptomi) |

#### Döntő
| 2012. február 12. 20:30 |

| Zambia                                                          | 0–0 (h. u.) | Elefántcsontpart                                                |
| --------------------------------------------------------------- | ----------- | --------------------------------------------------------------- |
|                                                                 | Jegyzőkönyv |                                                                 |
| Büntetőpárbaj                                                   |             |                                                                 |
| Katongo Mayuka Chansa Katongo Mweene Sinkala Lungu Kalaba Sunzu | 8–7         | Tioté Bony Bamba Gradel Drogba Tiéné Ya Konan K. Touré Gervinho |

| Stade d'Angondjé, Libreville Játékvezető: Badara Diatta (szenegáli) |

| A 2012-es afrikai nemzetek kupája győztese |
| ------------------------------------------ |
| ZAMBIA 1. cím                              |

### Gólszerzők
3 gólos
| - Manucho - Didier Drogba - Pierre-Emerick Aubameyang | - Cheick Diabaté - Houssine Kharja | - Christopher Katongo - Emmanuel Mayuka |

2 gólos
| - André Ayew - John Mensah - Abdoul Camara | - Sadio Diallo - Ihaab Boussefi - Ahmed Saad Osman | - Mohamed Ahmed Bashir - Mudather El Tahir - Youssef Msakni |

1 gólos
| - Mateus - Mogakolodi Ngele - Dipsy Selolwane - Issiaka Ouédraogo - Alain Traoré - Wilfried Bony - Emmanuel Eboué - Gervinho - Salomon Kalou - Yaya Touré - Javier Balboa - Kily | - Randy - Daniel Cousin - Bruno Zita Mbanangoyé - Eric MoulounGuinea - Stéphane N'Guéma - Emmanuel Agyemang-Badu - Asamoah Gyan - Mamadou Bah - Naby Soumah - Ibrahima Traoré - Garra Dembélé - Seydou Keita | - Bakaye Traoré - Younès Belhanda - William N'Gounou - Deme N'Diaye - Dame N'Doye - Moussa Sow - Issam Jemâa - Saber Khelifa - Khaled Korbi - James Chamanga - Rainford Kalaba - Stophira Sunzu |

1 öngólos
- Bakari Koné (Elefántcsontpart ellen)

### Díjak
A tornát követően az alábbi díjakat osztották ki:
| A torna játékosa          | Christopher Katongo |
| A torna gólszerzője       | Emmanuel Mayuka     |
| A legsportszerűbb játékos | Jean-Jacques Gosso  |
| A legsportszerűbb csapat  | Elefántcsontpart    |

### Végeredmény

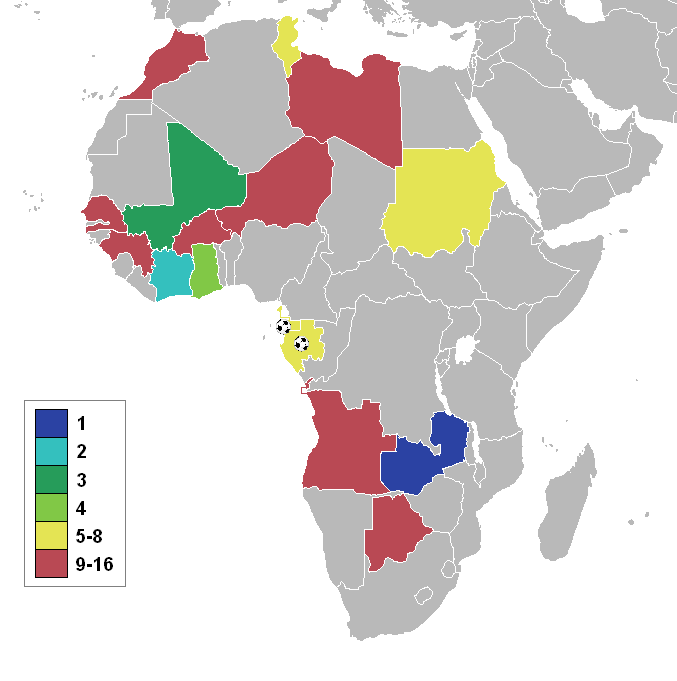
A 2012-es afrikai nemzetek kupáján részt vevő csapatok helyezései.

Az első négy helyezett utáni sorrend nem tekinthető hivatalosnak, mivel ezekért a helyekért nem játszottak mérkőzéseket. Ezért e helyezések meghatározásához az alábbiak lettek figyelembe véve:
1. több szerzett pont (a 11-esekkel eldöntött találkozók a hosszabbítást követő eredménnyel, döntetlenként vannak feltüntetve)
2. jobb gólkülönbség
3. több szerzett gól

A hazai csapatok eltérő háttérszínnel kiemelve.
| Helyezés | Nemzet            | M | Gy | D | V | G+ | G– | Gk | P  |
| -------- | ----------------- | - | -- | - | - | -- | -- | -- | -- |
| Arany    | Zambia            | 6 | 4  | 2 | 0 | 9  | 3  | +6 | 14 |
| Ezüst    | Elefántcsontpart  | 6 | 5  | 1 | 0 | 9  | 0  | +9 | 16 |
| Bronz    | Mali              | 6 | 3  | 1 | 2 | 6  | 5  | +1 | 10 |
| 4.       | Ghána             | 6 | 3  | 1 | 2 | 6  | 5  | +1 | 10 |
|          |                   |   |    |   |   |    |    |    |    |
| 5.       | Gabon             | 4 | 3  | 1 | 0 | 7  | 3  | +4 | 10 |
| 6.       | Tunézia           | 4 | 2  | 0 | 2 | 5  | 5  | 0  | 6  |
| 7.       | Egyenlítői-Guinea | 4 | 2  | 0 | 2 | 3  | 5  | –2 | 6  |
| 8.       | Szudán            | 4 | 1  | 1 | 2 | 4  | 7  | –3 | 4  |
|          |                   |   |    |   |   |    |    |    |    |
| 9.       | Guinea            | 3 | 1  | 1 | 1 | 7  | 3  | +4 | 4  |
| 10.      | Líbia             | 3 | 1  | 1 | 1 | 4  | 4  | 0  | 4  |
| 11.      | Angola            | 3 | 1  | 1 | 1 | 4  | 5  | –1 | 4  |
| 12.      | Marokkó           | 3 | 1  | 0 | 2 | 4  | 5  | –1 | 3  |
| 13.      | Szenegál          | 3 | 0  | 0 | 3 | 3  | 6  | –3 | 0  |
| 14.      | Burkina Faso      | 3 | 0  | 0 | 3 | 2  | 6  | –4 | 0  |
| 15.      | Niger             | 3 | 0  | 0 | 3 | 1  | 5  | –4 | 0  |
| 16.      | Botswana          | 3 | 0  | 0 | 3 | 2  | 9  | –7 | 0  |